# Jeunesse (film, 2016)
Pour les articles homonymes, voir Jeunesse (homonymie).
Pour plus de détails, voir Fiche technique et Distribution.
Jeunesse est un film dramatique franco-portugais réalisé par Julien Samani, sorti en 2016.
Il s'agit de l'adaptation de la nouvelle éponyme de Joseph Conrad Jeunesse, publiée en 1898.

## Fiche technique
- Titre : Jeunesse
- Réalisation : Julien Samani
- Scénario : Julien Samani et Camille Fontaine, d'après la nouvelle Jeunesse de Joseph Conrad
- Musique : Ulysse Klotz
- Montage : Julie Dupré
- Photographie : Simon Beaufils
- Décors : Paula Szabo
- Costumes : Marta do Vale
- Producteur : Paulo Branco
- Société de production : Alfama Films et Les Films d'ici, en association avec Cinémage 10
- Société de distribution : Alfama Films
- Pays d'origine :  France |  Portugal
- Durée : 83 minutes
- Genre : drame
- Dates de sortie :
  -  Suisse : 10 août 2016
  -  France : 7 septembre 2016

## Distribution
- Kevin Azaïs : Zico
- Jean-François Stévenin : Firmin Paillet, le capitaine
- Samir Guesmi : José Géraud, le second
- Lazare Minoungou : Moctar
- David Chour : Kong
- Bastien Ughetto : Johann Leroy, l'ami avant le départ
- Camille Polet : Mélanie, le flirt avant le départ
- Miguel Borges : Pedro
- Antonio Simão : Lionel